# Tor Norberg
Tor Norberg (17 dicembre 1880 – 4 agosto 1972) è stato un ginnasta svedese.

## Palmarès

### Olimpiadi
- Oro a Londra 1908 nel concorso a squadre.